# Apsilochorema akis
Apsilochorema akis är en nattsländeart som beskrevs av Malicky 1997. Apsilochorema akis ingår i släktet Apsilochorema och familjen Hydrobiosidae. Inga underarter finns listade i Catalogue of Life.